# Hadrotes
Hadrotes is een geslacht van kevers uit de familie van de kortschildkevers (Staphylinidae).

## Soorten
- Hadrotes crassus (Mannerheim, 1846)
- Hadrotes wakefieldi Cameron, 1945